# Њуфаундлендски долар
Њуфаундлендски долар (енгл. Newfoundland dollar), је била валута колоније и, касније, Доминиона Њуфаундленда од 1865. до 1949. године, када је Њуфаундленд постао провинција Канаде. Њуфаундлендски долар је био подељен на 100 делова, то јест 100 центи.

## Историја
Њуфаундленд је 1865. године усвојио златни стандард и долар је заменио фунту по стопи од 1 долар = 4 шилинга 2 пенија стерлинга или 1 фунта = 4,80 долара, нешто више од канадског долара (вредности 4s 1.3d). Значај овог рејтинга је био да су два цента била једнака једном пенију стерлинга. На то се гледало као на компромис између усвајања британског или америчког система. Такође је имао ефекат код усклађивања јединице Њуфаундленда са јединицом долара у британским источнокарипским колонијама. Западноиндијски долар је директно настао од шпанског долара. Њуфаундленд је био јединствен у Британској империји по томе што је био једини који је увео сопствени златник у комбинацији са својим златним стандардом. Новчанице од два долара из Њуфаундленда су се ковале с прекидима све до банковног краха Њуфаундленда 1894. Године 1895, након ове банкарске кризе, канадске банке су се преселиле у Њуфаундленд и вредност њуфаундлендског долара је прилагођена да би била једнака канадском долару, што је била девалвација од 1,4%. Њуфаундлендски долар је замењен канадским доларом по номиналној вредности када се Њуфаундленд придружио Канади 1949. године.
Друге британске северноамеричке колоније усвојиле су америчку јединицу отприлике у исто време када је Њуфаундленд усвојио јединицу Западне Индије. Мала разлика између америчке јединице и јединице Западне Индије била је зато што је 1792. године Александар Хамилтон из Министарства финансија САД узео просечну тежину истрошених шпанских долара да буде нова америчка валутна јединица.
Децимални ковани новац Њуфаундленда тачно је одговарао јединици долара која је коришћена у другој британској колонији у Јужној Америци. Британска Гвајана је користила прорачуне засноване на шпанском долару, али су ови прорачуни коришћени заједно са вредношћу кованог стерлинга.
Кованице њуфаундлендског долара и даље су законско средство плаћања у целој Канади.

## Кованице
Кованице у апоенима од 1, 5, 10 и 20 центи и 2 долара су уведене 1865. године. Кованица од једног цента је искована у бронзи, кованице од 5, 10 и 20 центи су исковане у сребру, а кованица од  2 долара (такође деноминирани као "двеста центи" и "сто пенса") у злату. Кованица од сребра вредности 50 центи уведена је у употребу 1870. године, а 20 центи је замењено новчићем од 25 центи 1917. године. Мањи новчић од једног цента пуштен је у употребу 1938. године.

## Новчанице
Године 1865, овлашћена банка, Комерцијална банка Њуфаундленда, почела је да издаје новчанице деноминиране у фунтама и доларима, користећи стопу од 4 долара = 1 фунта. Пошто се овај курс поклапао са курсом коришћеним у Канади, у то време, могуће је да ове новчанице нису биле намењене за коришћење као њуфаундлендски долари. Током 1880-их, и Комерцијална банка и Juнион банка Њуфаундленда издавале су новчанице деноминиране искључиво у доларима. Издате су апоенima од 2, 5, 10, 20 и 50 долара. Међутим, 1894. обе банке су пропале.
Одељење за јавне радове увело је владине новчанице 1901. године у апоенима од 40, 50 и 80 центи, 1 и 5 долара а 1910. године су додате новчанице од 25 центи и 2 долара. Министарство финансија је 1920. године, увело новчанице од 1 и 2 долара.

## Златни стандард
Њуфаундлендски долар је био повезан са канадским доларом и остао је конвертибилан у злату чак и након што је Канада изашла са златног стандарда у априлу 1931. године. Као резултат напуштања златног стандарда и економске ситуације у депресији, канадски долар је пао у односу на амерички долар. То је отворило прилику за једносмерно тржиште арбитраже са Сједињеним Државама. Постало је профитабилно претворити канадске доларе у злато у Њуфаундленду, а затим однети злато у Сједињене Државе да се прода за профит. Ово је довело до економског притиска на Њуфаундленд пошто су његове златне резерве почеле да се смањују.
У децембру 1931. године влада Њуфаундленда је скинула Њуфаундленд са златног стандарда. Овиме је уследило примена новог законодавног акта у пролеће 1932. године, које је изменило Закон о валути како би се забранио извоз злата без дозволе. Новчанице су постале законито средство плаћања, а новчанице се више нису могле конвертовати у злато. Њуфаундленд је тако напустио златни стандард годину дана након Канаде.